# Alexander McDonnell
Alexander McDonnell (Belfast, 1798. május 22. – London, 1835. szeptember 15.) ír sakkmester volt, a világ egyik legjobbja, akinek a francia Louis-Charles Mahé de La Bourdonnais ellen 1834-ben Londonban vívott hat mérkőzésből álló sorozatát az első nem hivatalos sakkvilágbajnoki párosmérkőzésnek és ezzel a modern sakk története kezdetének tekintik. 
A mérkőzéssorozatot La Bourdonnais nyerte és ezzel ő lett a nem hivatalos világbajnok. A játszmákat széles körben publikálták és a sakkszeretők Európaszerte ezekről beszéltek. A párharc során mindkét játékos több újítást mutatott be, amelyeknek egy részét ma is játsszák. 

## Élete és sakkpályafutása
Alexander McDonnell egy sebész fia volt. Kereskedőnek tanult és egy ideig a Nyugat-Indiákon dolgozott. 1820-ban Londonban telepedett le ahol a Nyugat-Indiai Kereskedők Bizottságának titkára lett. Ez nagyon jó állás volt, McDonnell gazdagon élt és megengedhette magának, hogy a sakkozás passziójának hódoljon. 
1825-ben mestere William Lewis, az akkori idők vezető angol sakkjátékosa lett. Hamarosan annyit tanul, hogy már túl erős lett Lewis számára, aki hírnevet féltve többé nem állt ki ellene. 
Ebben az időben a francia arisztokrata, Louis-Charles Mahé de La Bourdonnais volt a világ legerősebb sakkjátékosa, aki vagyonát szerencsétlen ingatlanügyleteken eljátszotta és rákényszerült, hogy sakkozással keresse meg a kenyerét. 1823-ban legyőzte Lewist Londonban, majd egymás után megverte Anglia legjobb játékosait. Kilenc évvel később azért tért vissza, hogy az új ellenfél, McDonnell kihívásának eleget tegyen.

## Párosmérkőzése La Bourdonnais-val
1834 június és október között került sor a hat mérkőzésből, összesen 85 játszmából álló mérkőzéssorozatra Londonban, a Westminster Chess Clubban. A hat mérkőzésből az elsőt, a harmadikat, a negyediket és az ötödiket La Bourdonnais nyerte, a másodikat McDonnell, míg a hatodik félbeszakadt. A 85 játszmából La Bourdonnais 45-öt megnyert, 13 döntetlenül végződött, míg McDonnell 27 alkalommal állhatott fel győztesként.
| Mérkőzés | La Bourdonnais | döntetlen | McDonnell | Győztes        |
| -------- | -------------- | --------- | --------- | -------------- |
| 1.       | 16             | 4         | 5         | La Bourdonnais |
| 2.       | 4              | 0         | 5         | McDonnell      |
| 3.       | 6              | 1         | 5         | La Bourdonnais |
| 4.       | 8              | 7         | 3         | La Bourdonnais |
| 5.       | 7              | 1         | 4         | La Bourdonnais |
| 6.       | 4              | 0         | 5         | befejezetlen   |
| Összesen | 45             | 13        | 27        |                |

Egyesek McDonnellt is nemhivatalos sakkvilágbajnoknak tekintik, de ez rövid időre, legfeljebb csak a második és a harmadik mérkőzéssorozat között állhatott fenn. A félbeszakadt hatodik mérkőzéssorozat után mindkét fél kinyilvánította szándékát a folytatásra, erre azonban McDonnellnek a következő évben bekövetkező halála miatt nem került sor.
Harry Golombek brit nagymester jó száz évvel később értékelte a játszmákat, és néhány briliáns megoldás mellett azok technikai színvonalát, különösen a végjátékot, alacsony színvonalúnak ítélte. Az egyik játékban például McDonnellnek bástyája és két gyalogja volt bástya ellen, és nem tudott nyerni. La Bourdonnais a végjátékban nem volt olyan rossz, neki a megnyitás volt a gyengéje. Egyik félnek sem volt egységes stratégiai elképzelése. A mérkőzésen viszonylag kevés játszma végződött döntetlennel, ami inkább McDonnell pontatlan védekezésének köszönhető, mivel sok esetben döntetlen állásokat veszített el.
Ezen a párosmérkőzésen került sor a királycsel ma is McDonnell-cselnek nevezett változata első alkalmazására (1. e2-e4 e7-e5 2. f2-f4 e5:f4 3. Hg1-f3 g7-g5 4. Ff1-c4 g5-g4 5. Hb1-c3 — tisztáldozat a fejlődés érdekében), amely játszmát McDonnell nagyon gyorsan, a 19. lépésben megnyerte. A játszma:
McDonnell — La Bourdonnais 

(London, 1834) 

1.е4 е5 2.f4 ef 3.Hf3 g5 4.Fc4 g4 5.Hc3 gf 6.V:f3 Fh6 7.d4 Hc6 8.0—0 H:d4 9.F:f7+ K:f7 10.Vh5+ Kg7 11.F:f4 F:f4 12.B:f4 Hf6 13.Vg5+ Kf7 14.Bаf1 Ke8 15.B:f6 Vе7 16.Hd5 Vс5 17.Kh1 Hе6 18.B:е6+ de 19.Hf6+ 1 : 0.

### A párosmérkőzés-sorozat összes játszmája
LaBourdonnais-McDonnell párosmérkőzés játszmái

## Halála
McDonnell Bright-kórban szenvedett, amely befolyásolta a vese működését. 1835 nyarán az állapota rosszabbodott, és szeptember 15-én meghalt Londonban, mielőtt a mérkőzést folytathatták volna.